# Justin Kruger
Ne doit pas être confondu avec Justin Krueger.
Justin Kruger est un sociopsychologue et professeur à la Stern School of Business de l'université de New York. Son nom est associé à l'effet Dunning-Kruger.

## Biographie
Kruger est diplômé en psychologie de l'université de Santa Clara en 1993. Il obtient un doctorat en psychologie sociale de l'université Cornell en 1999,.
Kruger est connu comme co-auteur d'une étude conduite en 1999 avec David Dunning. Cette étude montre que les personnes les moins compétentes dans certains domaines, tels l'humour, la grammaire ou le raisonnement logique, surestiment facilement leurs performances dans ces domaines. Cette étude est connue comme l'effet Dunning-Kruger. Cet effet décrit comment les gens significativement incompétents sont convaincus de leur compétence. Il montre aussi que les personnes de compétence moyenne ont plus facilement conscience de leur vrai niveau de compétence, et que les personnes très compétentes tendent à s'évaluer légèrement au-dessus de la moyenne, c'est-à-dire à se sous-estimer.